# Варшково (Західнопоморське воєводство)
Варшково (пол. Warszkowo) — село в Польщі, у гміні Славно Славенського повіту Західнопоморського воєводства.
Населення — 1141 особа (2011).
У 1975-1998 роках село належало до Слупського воєводства.

## Демографія
Демографічна структура станом на 31 березня 2011 року:
|          | Загалом | Допрацездатний вік | Працездатний вік | Постпрацездатний вік |
| -------- | ------- | ------------------ | ---------------- | -------------------- |
| Чоловіки | 561     | 131                | 395              | 35                   |
| Жінки    | 580     | 130                | 358              | 92                   |
| Разом    | 1141    | 261                | 753              | 127                  |